# Phil Bennion
Pour les articles homonymes, voir Bennion.
Phil Bennion, né le 7 octobre 1954 à Tamworth, est un homme politique britannique.
En 2019 il est élu député europeen du parti des Libéraux-démocrates. Il cesse de siéger à partir du 31 janvier 2020, date à laquelle son pays quitte l'Union européenne.

## Résultats électoraux

### Chambres des communes
| Élection | Circonscription       | Parti | Parti               | Voix  | %    | Résultats |
| -------- | --------------------- | ----- | ------------------- | ----- | ---- | --------- |
| 1997     | Lichfield             |       | Libéraux-démocrates | 5 473 | 11,3 | Échec     |
| 2001     | Lichfield             |       | Libéraux-démocrates | 4 462 | 10,7 | Échec     |
| 2005     | Tamworth              |       | Libéraux-démocrates | 6 175 | 14,1 | Échec     |
| 2010     | Telford               |       | Libéraux-démocrates | 6 399 | 15,5 | Échec     |
| 2015     | Birmingham Hodge Hill |       | Libéraux-démocrates | 2 624 | 6,4  | Échec     |
| 2017     | Birmingham Hodge Hill |       | Libéraux-démocrates | 805   | 1,7  | Échec     |

### Parlement européen
| Élection | Circonscription | Parti | Parti               | Voix    | %    | Résultats |
| -------- | --------------- | ----- | ------------------- | ------- | ---- | --------- |
| 1999     | West Midlands   |       | Libéraux-démocrates | 95 769  | 11,3 | Échec     |
| 2004     | West Midlands   |       | Libéraux-démocrates | 197 479 | 13,7 | Échec     |
| 2009     | West Midlands   |       | Libéraux-démocrates | 170 246 | 12,0 | Échec     |
| 2014     | West Midlands   |       | Libéraux-démocrates | 75 648  | 5,6  | Échec     |
| 2019     | West Midlands   |       | Libéraux-démocrates | 219 982 | 16,3 | Élu       |